# Судьба Марины
«Судьба́ Мари́ны» — советский мелодраматический цветной художественный фильм, снятый в 1953 году режиссёрами Исааком Шмаруком и Виктором Ивченко на «Киевской киностудии художественных фильмов».
Картина стала дебютной для актёра Леонида Быкова (1928—1979).

## Сюжет
Действие происходит в украинском селе Лебедёвка, Винницкая область. Сельская труженица Марина Власенко с нетерпением ждёт возвращения мужа — Терентия Власенко, который пять лет назад уехал по направлению от колхоза учиться на агронома в Киевский сельскохозяйственный институт. Но после его возвращения домой счастье Марины длится недолго. В первый же вечер Терентий просит у неё развод, заявив, что она ему теперь не пара, что он перерос её духовно и интеллектуально, что не может он закопать в землю свой талант и хочет уехать в город для того, чтобы заняться наукой и написать диссертацию.
Марина остаётся одна, воспитывает дочь и отдаётся учёбе и работе. Целый год она проводит лабораторные опыты по увеличению сахаристости свёклы. Руководство колхоза назначает её звеньевой нового звена колхозной бригады и разрешает перенести её опыты из лаборатории в поле. Звено Марины добивается успеха и собирает богатый урожай свёклы (по 905 центнеров с гектара) с повышенной сахаристостью. В результате, за большие достижения в области сельского хозяйства Марине Панасовне присваивают звание Героя Социалистического Труда.
По-видимому, прототипом Марины была Марина Степановна Суворова, звеньевая Земетчинского свеклосовхоза. Она так же, как и Марина занималась выращиванием сахарной свёклы, а в 1948 году получила звание Героя Социалистического Труда.

## Роли исполняют
- Екатерина Литвиненко — Марина Панасовна Власенко, звеньевая нового звена колхозной бригады
- Николай Гриценко — Терентий Тихонович Власенко, агроном в колхозе, муж/бывший муж Марины Панасовны
- Татьяна Конюхова — Галина, дочь Марины и Терентия Власенко
- Александр Сердюк — Гнат Петрович Подкова, председатель колхоза
- Михаил Кузнецов — Тарас Васильевич, бригадир в колхозе, секретарь парткома колхоза, муж Килины, отец Петро
- Борис Андреев — Матвей Гаврилович, комбайнер, муж Мотри
- Нонна Копержинская — Мотря, жена Матвея
- Римма Мануковская — Женя, корреспондент областной газеты
- Леонид Быков — Александр Кузьмич (Сашко), колхозный баянист
- Михаил Заднепровский — Павло, ухажёр Галины
- Варвара Чайка — Ивга Степановна Деркач, звеньевая с двадцатилетним опытом
- Роза Макагонова — Настуська
- Людмила Иванова — Килина, жена Тараса Васильевича, мать Петра

### В эпизодах
- Михаил Белоусов
- Юрий Тимошенко — фотокорреспондент областной газеты
- Клавдия Хабарова — Катя
- Андрей Мирошниченко
- Евгений Матвеев
- Софья Карамаш

## Производство
- Директор картины: Семен Бабанов[2]

## Прокат
- Фильм посмотрели 37,9 млн зрителей[3].

## Награды
- 1954 — номинация на гран-при 7-го Каннского международного кинофестиваля (Канны, Франция).